# なかま亜咲
なかま 亜咲（なかま あさき、1973年8月20日 - ）は、日本の漫画家。沖縄県中頭郡北谷町出身。千葉県松戸市在住。男性。本名は名嘉真 朝紀（読みは同じ）。

## 経歴など
2004年に『COMICぎゅっと!』の創刊号において「火星ロボ大決戦!」でデビューし、同時期に発表した「カニメガ大接戦!」を経て、2016年6月までエンターブレインの『ハルタ』誌上で「健全ロボ ダイミダラーOGS」を連載していた。
やや頭身の高いキャラクター、ロボットアクション、そして巧みな言葉遊びと「お約束破り」を持ち味とする個性派で、4コマ誌に於いては他に類を見ないオンリーワンの作風を確立した。また、ギャグテイストなお色気描写も得意としており、自身の作品のみならず他作品の単行本ゲストやアンソロジーコミックなどでも際どい下ネタ・エロネタを多用し、読者から好評（或いは反感）を得ることも少なくない。
2008年に「火星ロボ大決戦!」の連載が終了した後は4コマ誌から離れ、ストーリー漫画作家として活躍している。
ロボットアニメやフィギュアをこよなく愛し、またスーパーロボット大戦シリーズのファンでもある。
作中の登場人物の名字には出身地である沖縄の地名や人名が多く使われている。
無類のくら寿司好き。
漫画家の鬼八頭かかし、伊藤宗一、イラストレーターの超肉と親しい。特に超肉のことを「最も尊敬するイラストレーター」と公言しており、絵柄にその影響が見られる。超肉の方も度々「火星ロボ大決戦!」のイラストやキャラクターデザインを手がけており、両者の親交の深さが窺える。また、彼らと共に「三倍界王軒」というサークルを立ち上げ、同人活動も行なっている。

## 作品リスト

### オリジナル連載作品
- 火星ロボ大決戦!
  - 掲載誌
    - COMICぎゅっと!（平和出版） 2004年9月号、10月号、2005年1月号 ※休刊により掲載誌移動
    - まんがタイムきららキャラット（芳文社） 2005年8月号〜2008年10月号

  - 単行本
    1. 第1巻（MANGA TIME KR COMICS 芳文社） 2006年08月11日発売 定価860円 ISBN 4-8322-7588-7
    2. 第2巻（MANGA TIME KR COMICS 芳文社） 2007年09月27日発売 定価860円 ISBN 978-4-8322-7653-6
    3. 第3巻（MANGA TIME KR COMICS 芳文社） 2008年10月27日発売 定価860円 ISBN 978-4-8322-7743-4

  - 単行本（新装版）
    1. 第1巻 （BEAM COMIX エンターブレイン）2012年2月15日発売 定価651円 ISBN 978-4-04-727772-4
    2. 第2巻 （BEAM COMIX エンターブレイン）2012年3月15日発売 定価651円 ISBN 978-4-04-727773-1
    3. 第3巻 （BEAM COMIX エンターブレイン）2012年3月15日発売 定価651円 ISBN 978-4-04-727918-6
- カニメガ大接戦!
  - 掲載誌
    - もえよん（双葉社） 2004年12月号 ※ゲスト読みきり（6ページ）
    - もえよん（双葉社） 2005年2月号 - 2005年8月号 ※休刊により掲載誌移動
    - メンズヤング（双葉社） 2006年2月号 ※作者都合により掲載誌移動
    - まんがタイムきらら（芳文社） 2006年11月号 - 2007年3月号
    - ハルタ（エンターブレイン）2014年6月号vol.15付録、2017年7月号vol.46 - 2017年8月号vol.47

  - 単行本
    1. （HARTA OCMIX KADOKAWAエンターブレイン）2017年8月10日発売 定価580円+税 ISBN 978-4-04-734620-8
- 健全ロボ ダイミダラー
  - 掲載誌
    - Fellows!（エンターブレイン）2008年12月発売号 - 2012年10月発売号

  - 単行本
    1. 第1巻（BEAM COMIX エンターブレイン） 2009年11月16日発売 定価620円+税 ISBN 978-4-04-726146-4
    2. 第2巻（BEAM COMIX エンターブレイン） 2010年12月15日発売 定価620円+税 ISBN 978-4-04-726969-9
    3. 第3巻（BEAM COMIX エンターブレイン） 2012年1月14日発売  定価620円+税 ISBN 978-4-04-727724-3
    4. 第4巻（BEAM COMIX エンターブレイン） 2012年11月15日発売 定価620円+税 ISBN 978-4-04-728497-5
- 健全ロボ ダイミダラーOGS
  - 掲載誌
    - ハルタ（エンターブレイン）2013年10月発売号 - 2016年6月発売号

  - 単行本
    1. 第1巻（BEAM COMIX エンターブレイン）2014年4月14日発売 定価620円+税 ISBN 978-4-04-729578-0
    2. 第2巻（BEAM COMIX エンターブレイン）2015年5月15日発売 定価620円+税 ISBN 978-4-04-730512-0
    3. 第3巻（BEAM COMIX エンターブレイン）2016年8月12日発売 定価620円+税 ISBN 978-4-04-734241-5
    4. 第4巻（BEAM COMIX エンターブレイン）2016年9月15日発売 定価620円+税 ISBN 978-4-04-734242-2
- 鉄機のダン
  - 掲載誌
    - ハルタ（エンターブレイン）2019年6月14日発売号 - 2020年6月15日発売号

  - 単行本
    1. （HARTA OCMIX KADOKAWAエンターブレイン）2020年9月15日発売 定価780円+税 ISBN 978-4-04-734826-4

### アンソロジーコミック作品
- 宙出版『To Heart Remember my memories』 2004/12/15
  - 『ダブルアタック!』 （8ページ）
- K-BOOKS『4KOMA VALENTINE 2005』 2005年2月11日
  - 書店による販促用小冊子にて『火星ロボ大決戦!』の1ページマンガを掲載。 ※単行本未収録
- 宙出版『スーパーロボット大戦GC～大豪熱!』 2005年3月17日
  - 『ル・カイン 魂の叫び』 （12ページ）
- 双葉社『ファントム・キングダム4コマKINGDOM』 2005年5月28日
  - イラストのみ
- 光文社『スーパーロボット大戦αシリーズファンブック』 2005年7月22日
  - ゲッターロボイラスト （2ページ）
- 芳文社『まんがタイムきらら コミックマーケット69 LIMITED EDITION』 2005年12月29日
  - 『なかまのマクアさん』 （2ページ）
- エンターブレイン『魔界戦記ディスガイア2 アンソロジーコミック』 2006年6月1日
  - 『アデル・ガンガル』 （12ページ）
- 芳文社『まんがタイムきらら コミックマーケット70 LIMITED EDITION』 2006年8月11日
  - 『なかまのGA』 （2ページ）
- 芳文社『～everywhere～ COMIC MARKET70 Limited Edition』 2006年8月11日
  - 『火星ロボ大決戦!』の見開きカラーイラスト ※単行本未収録
- 芳文社『コミックマーケット70 まんがタイムきらら オリジナルTシャツ』 2006年8月11日
  - 『火星ロボ大決戦!』のデザインイラスト
- エンターブレイン『ドラゴンシャドウスペル アンソロジーコミック』 2007年3月31日
  - 『嫉妬SAIKOH!』 （12ページ）
- 芳文社『ひだまりスケッチアンソロジーコミック 1』 2007年2月27日
  - カバー4コマ&本体表紙マンガ
- 双葉社『スーパーロボット大戦W 4コマ戦線』 2007年5月17日
  - カラーイラスト
- 芳文社『まんがタイムきらら コミックマーケット72 LIMITED EDITION』 2007年8月17日
  - 『なかまのひめくらす』 （2ページ）
- 芳文社『ひだまりスケッチアンソロジーコミック 2』 2007年9月27日
  - 『なかまのひだまりスケッチ』 （8ページ）
- 一迅社『スーパーロボット大戦Z コミックアンソロジー』 2008年12月25日
  - カラーイラスト
- 一迅社『スーパーロボット大戦K コミックアンソロジー』 2009年6月25日
  - 『なかまのスパロボK』 （8ページ）
- 芳文社『まんがタイムきらら 2009年9月号付録 けいおん!アンソロジー「みんなでうん☆たん!」 2009年8月9日
  - 『なかまのけいおん!』 （1ページ）
- 芳文社『あっちこっち アンソロジーコミック（1）』 2012年5月21日

### その他
- IDGジャパン『月刊コンピュータグラフィックスワールド』2003年8月号
  - ComicStudioのレビュー記事
- BNN新社『ComicStudio Debut2.0 GuideBook』 2003年7月29日
  - ComicStudioによるマンガ制作のノウハウ
- 宝島社『萌えキャラ美少女の描き方』 2003年12月12日
  - ComicStudioを用いた作画テクニック紹介
- ソフトバンク『週刊ザ・プレイステーション2』2004年6月11日・18日合併号
  - 『信長戦記』特集記事イメージイラスト
- ソフトバンククリエイティブ『ゲーマガ』 2010年3月号
  - 雛見沢ウォーカー・はぅはぅお持ち帰り～ギャラリーにて月替わりカラーイラスト
- スーパーロボット大戦DD
  - ベネット・コリーヴレッカン キャラクターデザイン